# Xã Schaumburg, Quận Cook, Illinois
Xã Schaumburg (tiếng Anh: Schaumburg Township) là một xã thuộc quận Cook, tiểu bang Illinois, Hoa Kỳ. Năm 2010, dân số của xã này là 131.288 người.